# RAF Thorney Island
Base aérienne de Thorney Island
La Royal Air Force Thorney Island ou RAF Thorney Island  est une ancienne base aérienne de la Royal Air Force près de Chichester, dans le Sussex de l'Ouest, en Angleterre.

## Après la RAF
La RAF Thorney Island a été transférée au Commandement côtier de la RAF pour la protection de la navigation et d'autres rôles divers. La station a fermé ses portes en tant qu'aérodrome de la RAF le 31 mars 1976. cependant, la Royal Artillery a rouvert le site en 1982, qui a nommé le site Baker Barracks (en), et l'aérodrome reste sous son contrôle à ce jour.